# Cyclosa durango
Cyclosa durango là một loài nhện trong họ Araneidae.
Loài này thuộc chi Cyclosa. Cyclosa durango được Herbert Walter Levi miêu tả năm 1999.